# 그대 아직도 꿈꾸고 있는가 (2003년 드라마)
《그대 아직도 꿈꾸고 있는가》는 2003년 3월 3일부터 2003년 9월 20일까지 방영된 MBC 아침드라마이며, 문학 작품을 극화한 소설극장의 첫 번째 작품이다.
한편, 이 드라마는 박완서의 동명 소설을 1990년 KBS 2TV에서 동명의 제목의 미니시리즈로 제작 · 방영한 이후 두 번째로 극화된 것이다.

## 등장 인물

### 주요 인물
- 배종옥 : 차문경(35세) 역 - 중학교 국어교사
- 조민기 : 김혁주(35세) 역 - 성형외과 전공의
- 설수진 : 정애숙(30세) 역 - 공연 기획자

### 문경의 주변 인물
- 송재호 : 차 역장 역 - 차 문경과 미경의 아버지
- 방은희 : 차미경 역 - 차문경의 여동생
- 맹상훈 : 송 과장 역 - 차미경의 남편, 만년과장
- 박민호 : 백두산 역 - 차문경의 교생실습 고등학교 제자
- 미상 : 차문혁 역 - 차문경과 김혁주의 아들

### 혁주의 주변 인물
- 나문희 : 황 여사 역 - 혁주의 어머니
- 조아라 : 김연주 역 - 혁주의 동생

### 애숙의 주변 인물
- 김철기 : 문희수 역 - 혁주네 병원 마취 전문의, 애숙의 내연남

### 그 외 인물
- 김창완
- 서권순
- 홍여진
- 김재만
- 박인서
- 전선영
- 운기호
- 최자혜
- 지양명
- 이경미
- 이조은
- 박준희
- 라윤경
- 함재석
- 한순례
- 이지혜
- 원덕현
- 정나예
- 김빈우
- 염재욱

## 수상 경력
- 2003년 MBC 연기대상 작가 부문 특별상 박지현
- 2003년 MBC 연기대상 연기자 부문 특별상 배종옥